# Boys be Ambitious!!/ヒカリ
「Boys be Ambitious!!/ヒカリ」はHi-Fi CAMPの10枚目のシングルである。2012年3月7日に発売された。

## 概要
- 2011年11月に発売された「この手伸ばして/数え切れないKiss」から4か月ぶりのリリースとなる。
- この「Boys be Ambitious!!」と「ヒカリ」の２曲は、Hi-Fi CAMPの3rdアルバム「SUNRISE」にも収録されている。

## 収録曲
1. Boys be Ambitious!!
  - 作詞：Hi-Fi CAMP / 作曲：Hi-Fi CAMP / 編曲：Hi-Fi CAMP, MACK
  - テレビ東京系アニメ「FAIRY TAIL」エンディングテーマ
2. ヒカリ
  - 作詞：KIM / 作曲：Hi-Fi CAMP / 編曲：Hi-Fi CAMP
  - 仙台放送「あらあらかしこ」2012年6月度エンディングテーマ
3. Boys be Ambitious!!-Instrumental-
4. ヒカリ-Instrumental-